# العلاقات المارشالية الرومانية
العلاقات المارشالية الرومانية هي العلاقات الثنائية التي تجمع بين جزر مارشال ورومانيا.

## مقارنة بين البلدين
هذه مقارنة عامة ومرجعية للدولتين:
| وجه المقارنة                                              | جزر مارشال                     | رومانيا                                                                               |
| --------------------------------------------------------- | ------------------------------ | ------------------------------------------------------------------------------------- |
| المساحة (كم2)                                             | 181                            | 238.40 ألف                                                                            |
| عدد السكان (نسمة)                                         | 53.13 ألف                      | 19.59 مليون                                                                           |
| الكثافة السكانية (ن./كم²)                                 | 29.35 ألف                      | 82.17                                                                                 |
| العاصمة                                                   | ماجورو                         | بوخارست                                                                               |
| اللغة الرسمية                                             | لغة إنجليزية، اللغة المارشالية | اللغة الرومانية                                                                       |
| العملة                                                    | دولار أمريكي                   | ليو روماني                                                                            |
| الناتج المحلي الإجمالي (بليون دولار)                      | 199.40 مليون                   | 211.80 مليار                                                                          |
| الناتج المحلي الإجمالي (تعادل القوة الشرائية) بليون دولار | 207.25 مليون                   | 465.56 مليار                                                                          |
| الناتج المحلي الإجمالي الاسمي للفرد دولار أمريكي          | 3.38 ألف                       | 9.47 ألف                                                                              |
| الناتج المحلي الإجمالي للفرد دولار أمريكي                 | 3.80 ألف                       | 23.63 ألف                                                                             |
| مؤشر التنمية البشرية                                      |                                | 0.793                                                                                 |
| رمز المكالمات الدولي                                      | +692                           | +40                                                                                   |
| رمز الإنترنت                                              | .mh                            | .ro                                                                                   |
| المنطقة الزمنية                                           | ت ع م+12:00                    | ت ع م+02:00، ت ع م+03:00، أوروبا/بوخارست ‏، توقيت شرق أوروبا، توقيت شرق أوروبا الصيفي ‏ |

## منظمات دولية مشتركة
يشترك البلدان في عضوية مجموعة من المنظمات الدولية، منها:
| علم المنظمة | اسم المنظمة                   | تاريخ انضمام جزر مارشال | تاريخ انضمام رومانيا |
| ----------- | ----------------------------- | ----------------------- | -------------------- |
|             | مؤسسة التنمية الدولية         | 19 يناير 1993           | 12 أبريل 2014        |
|             | مؤسسة التمويل الدولية         | 23 سبتمبر 1992          | 23 سبتمبر 1990       |
|             | منظمة حظر الأسلحة الكيميائية  | ?                       | ?                    |
|             | الأمم المتحدة                 | 17 سبتمبر 1991          | 14 ديسمبر 1955       |
|             | الاتحاد الدولي للاتصالات      | 22 فبراير 1996          | 9 فبراير 1866        |
|             | منظمة الشرطة الجنائية الدولية | ?                       | ?                    |
|             | البنك الدولي للإنشاء والتعمير | 21 مايو 1992            | 15 ديسمبر 1972       |
|             | يونسكو                        | 30 يونيو 1995           | 27 يوليو 1956        |

## وصلات خارجية
- موقع وزارة الخارجية الرومانية